# Claudia Balderrama
Claudia Balderrama Ibañez (ur. 13 listopada 1983 w La Paz) – boliwijska lekkoatletka specjalizująca się w chodzie sportowym, olimpijka. Jest Indianką z ludu Ajmarów.
W 2010 zdobyła srebro na mistrzostwach Ameryki Południowej w chodzie. W tym samym roku zajęła 35. miejsce podczas pucharu świata. Siódma zawodniczka igrzysk panamerykańskich z 2011. Rok później startowała na igrzyskach olimpijskich w Londynie, na których zajęła 33. miejsce. Medalistka mistrzostw kraju.
Rekordy życiowe: chód na 20 kilometrów – 1:33:28 (11 sierpnia 2012, Londyn); chód na 20 000 metrów – 1:39:06,6 (28 lipca 2011, Barquisimeto).

## Osiągnięcia
| Rok  | Impreza                                   | Miejsce     | Konkurencja           | Lokata      | Wynik   |
| ---- | ----------------------------------------- | ----------- | --------------------- | ----------- | ------- |
| 2010 | Mistrzostwa Ameryki Południowej w chodzie | Cochabamba  | chód na 20 kilometrów | 2. miejsce  | 1:42:48 |
| 2010 | Puchar świata w chodzie                   | Chihuahua   | chód na 20 kilometrów | 35. miejsce | 1:43:40 |
| 2011 | Panamerykański puchar w chodzie           | Envigado    | chód na 20 kilometrów | 10. miejsce | 1:39:41 |
| 2011 | Igrzyska panamerykańskie                  | Guadalajara | chód na 20 kilometrów | 7. miejsce  | 1:37:32 |
| 2012 | Puchar świata w chodzie                   | Sarańsk     | chód na 20 kilometrów | 29. miejsce | 1:35:54 |
| 2012 | Igrzyska olimpijskie                      | Londyn      | chód na 20 kilometrów | 33. miejsce | 1:33:28 |
| 2014 | Puchar świata w chodzie                   | Taicang     | chód na 20 kilometrów | 68. miejsce | 1:38:10 |
| 2015 | Igrzyska panamerykańskie                  | Toronto     | chód na 20 kilometrów | –           | DQ      |
| 2015 | Mistrzostwa świata                        | Pekin       | chód na 20 kilometrów | –           | DQ      |